# Manuel Fábregas
Pour les articles homonymes, voir Manuel Sánchez, Sánchez, Fabregas et Navarro (homonymie).
Manuel Fábregas (ou Manolo Fábregas, né Manuel Sánchez Navarro le 15 juillet 1921 à Vigo et mort le 4 février 1996 à Mexico) est un acteur espagnol.

## Filmographie sélective
- 1952 : Le Martyr du calvaire (El Mártir del Calvario)
- 1953 : Capitaine Scarlett (Captaine Scarlett)
- 1970 : Sierra torride